# Free State Project
Free State Project (FSP) és un moviment migratori polític nord-americà fundat el 2001 per reclutar almenys 20.000 llibertaris per traslladar-se a un únic estat de baixa població (Nova Hampshire va ser seleccionat el 2003) per tal de fer de l'estat un bastió per a les idees llibertàries. El líder de la Unió de New Hampshire informà que el Free State Project no és un partit polític sinó una organització sense ànim de lucre.
Els participants de l'FSP van signar una declaració d'intencions declarant que tenien la intenció de traslladar-se a Nova Hampshire en un termini de cinc anys després que la unitat arribés als 20.000 participants. Aquesta declaració d'intencions pretenia funcionar com una forma de contracte d'assegurament. El 3 de febrer de 2016, 20.000 persones han signat aquesta declaració d'intencions, completant l'objectiu original, i 1.909 persones figuren com a "primers moviments" a New Hampshire al lloc web de l'FSP, dient que havien fet el seu moviment abans del desencadenant de 20.000 participants. Durant el mandat 2017-2018 de la Cambra de Representants de New Hampshire de 400 membres, Free Staters van ocupar 17 escons.
El FSP és un moviment social generalment basat en la presa de decisions descentralitzada. El grup acull diversos esdeveniments, però la majoria de les activitats de l'FSP depenen de voluntaris i cap pla formal dicta als participants o als promotors quines han de ser les seves accions a New Hampshire.
El maig de 2022, aproximadament 6.232 participants s'han traslladat a Nova Hampshire per al Free State Project.

## Intenció
La declaració de missió de l'FSP, aprovada el 2005, diu:
| « | The Free State Project is an agreement among 20,000 pro-liberty activists to move to New Hampshire, where they will exert the fullest practical effort toward the creation of a society in which the maximum role of government is the protection of life, liberty, and property. The success of the Project would likely entail reductions in taxation and regulation, reforms at all levels of government to expand individual rights and free markets, and a restoration of constitutional federalism, demonstrating the benefits of liberty to the rest of the nation and the world. | » |

"Vida, llibertat i propietat" són drets que es van enumerar a la Declaració i resolucions del Primer Congrés continental d'octubre de 1774 i a l'article 12 de la Constitució de New Hampshire.
Per convertir-se en participant del Free State Project, es demana a una persona que accepti la Declaració d'Intencions (SOI):
| « | I hereby state my solemn intent to move to the State of New Hampshire within 5 years after 20,000 Participants have signed up. Once there, I will exert the fullest practical effort toward the creation of a society in which the maximum role of civil government is the protection of individuals' life, liberty, and property. | » |

El FSP està obert a persones amb una edat mínima de 18 anys. La ciutadania dels Estats Units no és necessària. Les persones que promouen la violència, l'odi racial o el fanatisme no són benvingudes al FSP.

## Història
El Free State Project va ser fundat l'any 2001 per Jason Sorens, llavors doctorat i estudiant a la Universitat Yale. Sorens va publicar un article a The Libertarian Enterprise destacant el fracàs dels llibertaris a l'hora d'elegir qualsevol candidat a un càrrec federal i exposant les seves idees per a un moviment secessionista, cridant la gent a respondre-li amb interès. Sorens aviat va publicar un article de seguiment en marxa enrere de la secessió, "i mai va tenir un paper en la filosofia de l'FSP a partir d'aleshores". Sorens ha afirmat que el moviment continua una tradició nord-americana de migració política, que inclou grups com els colons mormons a Utah, les comunitats religioses amish i els "Jamestown Seventy", un esforç anterior per influir en la política d'un determinat estat mitjançant una migració deliberada.
L'organització va començar sense cap estat concret en ment. Una revisió sistemàtica va començar reduint els estats potencials a aquells amb una població de menys d'1,5 milions d'habitants, i aquells on la despesa combinada l'any 2000 dels partits demòcrata i republicà va ser inferior a la despesa nacional total del Partit Llibertari aquell any, 5,2 milions de dòlars. Hawaii i Rhode Island van ser eliminats d'aquesta llista a causa de la seva propensió al govern centralitzat.
El setembre de 2003 es va celebrar una votació i els participants van votar mitjançant el mètode minimax Condorcet per triar l'estat al qual s'havien de traslladar. Nova Hampshire va ser el guanyador, amb Wyoming, en segon lloc, per un marge del 57% al 43%. Alaska, Delaware, Idaho, Maine, Montana, Dakota del Nord, Dakota del Sud i Vermont també estaven a la llista. Es va triar New Hampshire perquè es pensava que la cultura individualista percebuda de l'estat ressonava bé amb els ideals llibertaris.
El 2004, després de la selecció de New Hampshire, un grup escissionatanomenat Free Town Project es va formar per traslladar-se a la petita ciutat de Grafton i defensar-hi canvis legals. L'atractiu de Grafton com a destinació favorable es va deure a la seva absència de lleis de zonificació i una taxa d'impost sobre la propietat molt baixa. A més, era la llar de John Babiarz, un membre destacat del Partit Llibertari que s'havia presentat dues vegades a governador. Tot i que no es van mantenir registres del nombre de participants del Free Town Project que es van traslladar a Grafton, la població de la ciutat va créixer de 1.138 el 2000 a 1.340 el 2010. Els participants del projecte van crear cases amb iurtes, vehicles recreatius, remolcs, tendes de campanya i contenidors d'enviament. Els canvis que van votar inclogueren una reducció del 30% del pressupost de la ciutat, denegant el finançament al consell de la gent gran de la comarca.
El 2005, els membres del Free Town Project també es van implicar breument amb Mentone, Texas. Mentone es troba al comtat de Loving, en aquell moment el comtat menys poblat dels Estats Units. Tres homes, Lawrence Pendarvis, Bobby Emory i Don Duncan, van afirmar haver comprat 126 acres (51 ha) de terra i s'hi van registrar per votar, tot i que el xèrif va determinar que la terra no es va vendre al grup, ja que l'escriptura no s'havia presentat al jutjat comarcal. Es van posar en contacte amb els venedors que van dir que el terreny s'havia venut a altres compradors, després de la qual cosa el xèrif va presentar denúncies contra els tres homes i els va amenaçar de detenir-los si tornaven.
El 3 de febrer de 2016, el Free State Project va anunciar a través de les xarxes socials que 20.000 persones havien signat la Declaració d'Intencions. En una conferència de premsa més tard aquell dia, l'aleshores presidenta de l'FSP, Carla Gericke, va anunciar oficialment que la mesura s'havia activat i que s'esperava que els signants fessin un seguiment de la seva promesa. Això va concloure el Free Town Project, i l'organització del Free State Project va canviar d'enfocament de reclutar signants a animar-los a traslladar-se a New Hampshire, afirmant que volien mobilitzar fins a "20.000 mudances".

## Activitat electoral
El Free State Project no està alineat amb cap partit polític i no té cap posició oficial a favor o en contra de cap tema o candidat. Dit això, però, el Free State Project es defineix com un moviment que busca reubicar persones d'ideals àmpliament llibertaris, concretament. Rep el seu finançament de donants individuals interessats a traslladar-se com a part del FSP o a assistir a un dels seus esdeveniments anuals. L'FSP és una organització educativa sense ànim de lucre exempta d'impostos, que pertany a la categoria 501(c)(3), de manera que totes les donacions des del 20 de juliol de 2009 són deduïbles d'impostos.
S'han escollit diversos protagonistes a la Cambra de Representants de New Hampshire, formada per 400 membres. El 2006, Joel Winters es va convertir en el primer Free Stater conegut a ser elegit, presentant-se com a demòcrata. Va ser reelegit el 2008, però va ser derrotat el 2010.
El 2010, dotze freestaters van ser escollits a la Cambra de Representants de New Hampshire, tots ells com a republicans. L'any 2012 van ser elegits onze més. L'any 2012, els participants electes van escriure i aprovar la llei 418 de la Cambra, que requeriria que les agències estatals tinguessin en compte el programari de codi obert i els formats de dades a l'hora de fer adquisicions. No obstant això, el projecte de llei va morir al Senat de l'estat de New Hampshire.
L'any 2014 van ser elegits divuit freestaters. El 2016, quinze dels trenta-dos candidats Free Stater van ser elegits.
El 2017, hi havia disset freestaters a la Cambra de Representants de New Hampshire i, el 2021, la New Hampshire Liberty Alliance, que classifica els projectes de llei i els representants electes en funció de la seva adhesió al que consideren principis llibertaris, va obtenir 150 punts representants com "A-" o representants amb qualificació superior. Els participants de l'FSP també es relacionen amb altres grups d'activistes amb idees afins com Young Americans for Liberty i Americans for Prosperity.
El 2022, la presidenta del consell escolar de Croydon i el seu marit, membres del Free State Project, van intentar reduir el pressupost de l'escola a la meitat en una maniobra sorpresa però lícita el dia de la votació, en un districte amb una assistència típicament baixa a les votacions. El pla aprovat oferia als estudiants aprenentatge en línia d'un facilitador o 9.000 dòlars per anar a una escola pública o privada alternativa. Es va afirmar que aquest pla era una "educació adequada" segons el requisit constitucional de New Hampshire. En resposta, els veïns es van organitzar per anul·lar el pressupost. Necessitaven més de la meitat dels votants elegibles per votar en unes eleccions especials i la majoria d'aquests votants per votar pel pressupost totalment finançat. El pressupost escolar del Free State Project es va anul·lar 377 a 2, amb una mica menys de dos terços dels votants elegibles motivats per anar a votar, i el pressupost original es va restaurar.

### Esdeveniments anuals
El Free State Project organitza dos esdeveniments anuals a New Hampshire:
- El New Hampshire Liberty Forum, un esdeveniment d'estil convenció amb una gran varietat de ponents, sopars i esdeveniments.
- El Festival de la Llibertat de Porcupine, abreujat comunament com a "PorcFest",[52][53] un festival d'estiu d'una setmana que té lloc en un campament. Va ser descrit pel professor de filosofia llibertària Roderick Long com "com Woodstock per a gent racional".[54][55][56]

## Respostes

### Suport
El 17 de febrer de 2006, l'economista Walter Block va expressar públicament el seu suport al FSP i va declarar:
| « | You people are doing the Lord's work. The FSP is one of the freshest practical ideas for promoting liberty that has come out of the libertarian movement in the past few decades. May you succeed beyond your wildest dreams, and thus demonstrate in yet another empirical way the benefits and blessings of liberty. | » |

Jeffrey Tucker va reflexionar sobre les seves experiències al Fòrum de la Llibertat de New Hampshire a Nashua, dient en part: "Si estàs disposat a mirar més enllà de la cobertura dels mitjans de comunicació convencionals de la política nord-americana, en realitat pots trobar activitats interessants i emocionants que superin el lobby, la votació, empelt i corrupció".
El projecte va ser avalat per Ron Paul i Gary Johnson. El 2010, Lew Rockwell de l'⁣Institut Mises va avalar el projecte i es va referir a la ciutat de Keene, Nova Hampshire, com "la capital del nord del llibertarisme". El 2011, Peter Schiff va dir que s'havia plantejat traslladar-se a NH en un moment donat.
Alguns republicans han respost més favorablement al projecte. El setembre de 2014, el candidat al Senat del Partit Republicà Scott Brown, un antic senador dels Estats Units de Massachusetts, va dir que la seva campanya electoral necessitava "Freestaters" per donar-li suport en la seva declaració de tancament d'un minut al Granite State Debate.
El senador de l'estat de Maine, Eric Brakey, va atribuir parcialment els guanys electorals del 2020 del Partit Republicà al Free State Project.

### Crítica
Els crítics argumenten que el Free State Project és "radical", una "fantasia", o que "van massa lluny" en la recerca de restringir el govern. El projecte ha rebut crítiques per part d'alguns residents de Nova Hampshire preocupats per la pressió demogràfica i l'oposició a l'augment dels impostos. El desembre de 2012, la representant de l'estat Cynthia Chase (D-Keene) va dir: "Els estats lliures són l'amenaça més gran a què s'enfronta l'estat avui. Legalment, no hi ha res que puguem fer per evitar que es traslladin aquí per fer-se càrrec de l'estat, que és el seu objectiu obertament declarat. En aquest país et pots moure allà on vulguis i ells tenen el mateix dret. El que podem fer és fer que l'entorn aquí sigui tan poc acollidor que alguns optin per no venir, i alguns poden marxar. Una manera és aprovar mesures que restringeixin les "llibertats" que creuen que trobaran aquí".
Durant i poc després que el Free Town Project estigués actiu al comtat de Grafton, hi va haver tres atacs d'ós. Diversos mitjans van argumentar que hi havia una relació entre el Free Town Project i els atacs dels óssos, i el periodista estatal local Matt Hongoltz-Hetling va escriure un llibre sobre el tema.
El 2012, el Departament de Policia de Concord va sol·licitar 258.000 dòlars en finançament del govern federal per comprar un vehicle blindat Lenco BearCat per protegir-se d'atacs terroristes, disturbis o incidents de tiroteig. L'aplicació esmentava "Free Staters" al costat de Sovereign Citizens i Occupy New Hampshire com a grups que "són actius i presenten reptes diaris". La subvenció del Departament de Seguretat Nacional dels Estats Units va tenir èxit, però l'Ajuntament de Concord va revisar la sol·licitud per eliminar les referències a aquests moviments polítics abans d'aprovar la subvenció per unanimitat.
Una enquesta de 2022 va trobar relativament poca incidència del Free State Project a New Hampshire en la població, però generalment opinions negatives entre els locals: un 10% va expressar una visió favorable i un 26% una desfavorable.

### Covertura dels mitjans
The Free State Project va ser la peça central de la pel·lícula documental Libertopia de 2011, així com del documental de 2014 finançat pel crowdfunding 101 Reasons: Liberty Lives in New Hampshire.
El 2023, NBC Boston va produir i va publicar una sèrie documental sobre el Free State Project titulada Life, Liberty and the Pursuit of New Hampshire, que inclou entrevistes de membres, partidaris i crítics del Free State Project.